# Minúscula 32
Minúscula 32 (en la numeración Gregory-Aland), ε 296 (Soden) es un manuscrito griego en minúsculas del Nuevo Testamento escrito en vitela, en 244 hojas (14.7 cm por 10.9 cm). Es datado paleográficamente en el siglo XII. Antiguamente fue llamado Codex Colbertinus 6511. El manuscrito es lagunoso, y los marginales están incompletos.

## Descripción
El códice contiene el texto de los cuatro Evangelios, con tres lagunas. El texto comienza en Mateo 10:22, y carece en Mateo 24:15-30 y Lucas 22:35-24:53—Juan 1:1-4:20. Algunas otras lagunas fueron añadidas en papel. El texto está escrito en una columna por página, 21 líneas por página (tamaño de texto, 10.5 cm por 7.5 cm).
El texto de los Evangelios está dividido de acuerdo a los κεφαλαια (capítulos), cuyos números se colocan al margen del texto, y los τιτλοι (títulos) en la parte superior de las páginas. Tiene una división de acuerdo con las más pequeñas Secciones Amonianas (en Marcos, 233 secciones; la última en 16:8). No tiene referencias a los Cánones de Eusebio.
Contiene prolegómenos y tablas de los κεφαλαια (tablas de contenido) antes de cada Evangelio. Las marcas de leccionario (para uso litúrgico) fueron añadidas al margen por una mano posterior.
El texto de Juan 5:3-4 está marcado por un óbelo como dudoso, la perícopa de la adúltera (Juan 7:53-8:11) es omitida.

## Texto
El texto griego de este códice es representativo del tipo textual bizantino. Hermann von Soden lo listó como «antioqueno» (es decir, bizantino). Aland lo colocó en la Categoría V. Según el Perfil del Método de Claremont pertenece al grupo 1519, y crea un par con 269.

## Historia
El manuscrito fue examinado y descrito por John Mill (como Colbertinus 5), Scholz y Paulin Martin.
Fue añadido a la lista de manuscritos del Nuevo Testamento por J. J. Wettstein, quien le dio el número 32. C. R. Gregory vio el manuscrito en 1885.
Se encuentra actualmente en la Bibliothèque nationale de France (Gr. 116) en París.

## Lectura adicional
- Jean-Pierre-Paul Martin (1883). Description technique des manuscrits grecs relatifs au Nouveau Testament, conservés dans les bibliothèques de Paris. París. p. 42.

- Datos: Q6870229